# Östmyrträsket
Östmyrträsket är en sjö i Skellefteå kommun i Västerbotten och ingår i Åbyälvens huvudavrinningsområde. Sjön har en area på 0,038 kvadratkilometer och ligger 12,2 meter över havet.

## Delavrinningsområde
Östmyrträsket ingår i det delavrinningsområde (722607-176023) som SMHI kallar för Ovan 722503-176200. Medelhöjden är 27 meter över havet och ytan är 11,75 kvadratkilometer. Räknas de 104 avrinningsområdena uppströms in blir den ackumulerade arean 1 341,56 kvadratkilometer. Avrinningsområdets utflöde Åbyälven mynnar i havet. Avrinningsområdet består mestadels av skog (70 procent). Avrinningsområdet har 0,06 kvadratkilometer vattenytor vilket ger det en sjöprocent på 0,5 procent. Bebyggelsen i området täcker en yta av 0,63 kvadratkilometer eller 5 procent av avrinningsområdet.